# مارلون جاكسون (ممثل)
مارلون جاكسون (بالإنجليزية: Marlon Jackson)‏ (و. 1957  م) هو مغني، وممثل، وراقص، وموسيقي، ومنتج أسطوانات، وكاتب أغاني، ومنتج بضائع أمريكي، ولد في غاري , إنديانا، يستخدم آلات صوت بشري، وهو عضوٌ في الجاكسون 5.

## وصلات خارجية
- مارلون جاكسون على موقع IMDb (الإنجليزية)
- مارلون جاكسون على موقع الموسوعة البريطانية (الإنجليزية)
- مارلون جاكسون على موقع ميوزك برينز (الإنجليزية)
- مارلون جاكسون على موقع أول موفي (الإنجليزية)
- مارلون جاكسون على موقع قاعدة بيانات الأفلام السويدية (السويدية)
- مارلون جاكسون على موقع إن إن دي بي (الإنجليزية)
- مارلون جاكسون على موقع أول ميوزيك (الإنجليزية)
- مارلون جاكسون على موقع ديسكوغز (الإنجليزية)
- مارلون جاكسون على موقع قاعدة بيانات الفيلم (الإنجليزية)